# Raees
Raees ist ein Bollywood-Action-Film des Regisseurs Rahul Dholakia mit Shah Rukh Khan in der gleichnamigen Hauptrolle und Nawazuddin Siddiqui als Antagonisten, die pakistanische Schauspielerin Mahira Khan feierte darin ihr Bollywoodfilm-Debüt.
Die internationale Filmpremiere fand am 25. Januar 2017 statt, in Deutschland lief der Film am 2. Februar 2017 an, jedoch in Originalsprache mit deutschen Untertiteln (OmU).
Die Erstausstrahlung im deutschen Fernsehen erfolgte am 2. September 2017 auf dem frei empfangbaren Privatsender Zee.One.

## Handlung
Raees lebt in Gujarat, einem Bundesstaat, in dem die Prohibition in den 1980er Jahren in Kraft ist, und wird bereits in sehr jungen Jahren in den illegalen Alkoholhandel verwickelt. Zusammen mit Sadiq arbeitet Raees für den Gangster Jairaj, der illegal Alkohol schmuggelt, indem er die Polizei besticht. Raees lebt von der Philosophie seiner Mutter, dass jede Beschäftigung gut ist und keine Religion größer ist als jede Beschäftigung, solange sie niemandem schadet. Er beschließt, sich von Jairaj zu trennen und auf eigene Faust zu arbeiten. Mit Hilfe von Musabhai aus Mumbai, beginnt er sein Bootlegging-Geschäft. Unterdessen wird ein ehrlicher Polizeibeamter des IPS-Kaders, J. A. Majmudar, nach Fatehpur versetzt und beginnt eine massive Niederschlagung der Alkoholhändler.
Gujarats Ministerpräsident und Paschabhai, ein kluger Politiker, unterstützen Raees für Alkohol und Geld. Mit seinem Geld, seiner Intelligenz und seinem Taktgefühl findet Raees immer wieder Wege, um Majmudar abzuwehren und setzt seinen Handel fort. Er hilft seiner Gemeinde auch dabei, Frauen eine Beschäftigung anzubieten, um Stofftaschen zu nähen, mit denen er Alkohol einschmuggelt und sie an die Haushalte liefert. In der Zwischenzeit heiratet Raees Aasiya. Wegen seiner Differenzen mit Raees versucht Jairaj ihn umzubringen, Raees überlebt aber und tötet Jairaj.
Raees und Aasiya werden Eltern eines kleinen Sohns namens Faizan. Raees lädt CM, Pashabhai und viele andere ein, mit ihm zu feiern. Noch auf der Feier wird Raees ein Projekt des Ministerpräsidenten angeboten, die illegalen Bewohner eines Landstriches zu beseitigen und ein Wohnprojekt zu errichten. Raees gelingt es, Majmudar in die Abteilung für alte Fälle versetzen zu lassen. Dort befindet sich hinter Stapeln mit verstaubten Akten eine Telefonabhöranlage. Raees, der über Telefon einen Lieferdienst anbietet, kann nun von Majmudar abgehört werden. Raees greift Paschabhai während seiner Wahlkampagne an, weil dieser trotz dessen Warnung mit einer Demonstration gegen Alkohol durch Raees' Viertel zieht. Es kommt zum Straßenkampf und der Ministerpräsident rät Raees, für eine Weile ins Gefängnis zu gehen. Während er noch eingesperrt ist, bilden der Ministerpräsident und Pasha eine Allianz. Um ihnen zu begegnen, beschließt Raees, sich für die Wahl aufstellen zu lassen und siegt.
Inzwischen wird Majmudar, nun im Rang eines Kommissioners, zurück nach Fatehpura versetzt. Kommunale Unruhen brechen im Staat aus. Während der Unruhen herrscht Ausgangssperre. Der Alkoholschmuggel bricht zusammen, Raees versorgt die Bevölkerung mit Nahrung. In Anbetracht der Bedrohung durch Raees versetzt der Ministerpräsident das Wohnbauprojekt in eine grüne Zone, das Bauland wird zur landwirtschaftlichen Nutzfläche. Raees ist plötzlich pleite, und sein ganzes Vermögen ist durch Wohnungsbauprojekte, Wahlen und den Versorgungen während der Unruhen nahezu aufgebraucht. Doch er will die Beteiligungen der Bürger am Bauprojekt zurückzahlen.
In seiner Not wendet Raees sich an Musabhai. Dieser bietet Raees Geld für einen Goldschmuggelauftrag an. Unmittelbar danach erschüttert eine Bombenanschlagsserie Nordindien. Die Ermittlungen führen die Polizei zu Raees, da die Verpackung des geschmuggelten Golds den verwendeten Sprengstoff RDX enthielt. Davon betrübt tötet Raees Musabhai für dessen Verrat und das Opfern von Unschuldigen, um kommunale Unruhen auszulösen. Majmudar ordnet an, dass Raees beim ersten Sichtkontakt erschossen werden soll, doch dieser erscheint mit Pressevertretern und ergibt sich öffentlich, bewusst dessen, dass Majmudar ihn töten will. Majmudar bringt ihn an einen abgeschiedenen Ort und erschießt ihn dort. In einem Rückblick erinnert sich Raees an die Lehren seiner Mutter, seine Anstrengungen im Schnapshandel und seine Zeit mit Aasiya. Er bleibt tot zurück, während Majmudar und seine Männer abfahren.

## Synchronisation
Die deutsche Synchronfassung wurde anlässlich der DVD-Veröffentlichung am 4. August 2017 im Auftrag des deutschen Filmlabels Rapid Eye Movies
von der Synchronfirma Berliner Synchron Wenzel Lüdecke angefertigt, für das Dialogbuch war Nadine Geist verantwortlich, welche auch Dialogregie führte.
| Darsteller             | Rolle           | Synchronsprecher        |
| ---------------------- | --------------- | ----------------------- |
| Shah Rukh Khan         | Raees Hussain   | Pascal Breuer           |
| Shubham Chintamani     | Raees (jung)    | Freddy Antoine Gerberon |
| Mohammed Zeeshan Ayyub | Sadiq           | Tobias Schmidt          |
| Shubham Tukaram        | Sadiq (jung)    | Simon Kunze             |
| Sheeba Chaddha         | Raees' Mutter   | Gundi Eberhard          |
| Mahira Khan            | Aasiya          | Mareile Moeller         |
| Nawazuddin Siddiqui    | Majmudar        | Matthias Klie           |
| Sanjay Gurbaxani       | Commissioner    | Frank Muth              |
| Anurag Arora           | Damla           | Hans Hohlbein           |
| Utkarsh Mazumdar       | Dr. Sajanwala   | Uli Krohm               |
| Akshay Verma           | Hansmukh Shah   | Lutz Schnell            |
| Raj Arjun              | Ilyas           | Gerald Schaale          |
| Bhagwan Tiwari         | Inspektor Devji | Uwe Büschken            |
| Atul Kulkarni          | Jairaj          | Bernd Vollbrecht        |
| Pawan Singh            | Lallah          | Fabian Kluckert         |
| Pramod Pathak          | Minister        | Tim Moeseritz           |
| Narendra Jha           | Musa Bhai       | Jaron Löwenberg         |
| Anil Mange             | Qasim           | Asad Schwarz            |
| Jaideep Ahlawat        | Nawab           | Tim Knauer              |
| Uday Tikekar           | Pasha Bhai      | Christian Gaul          |

## Musik
| Titel              | Sänger/in                                             |
| ------------------ | ----------------------------------------------------- |
| Laila Main Laila   | Pawni Pandey                                          |
| Zaalima            | Arijit Singh, Harshdeep Kaur                          |
| Udi Udi Jaye       | Sukhwinder Singh, Bhoomi Trivedi, Karsan Das Sagathia |
| Dhingana           | Mika Singh                                            |
| Enu Naam Che Raees | Ram Sampath, Tarannum Malik                           |
| Saanson Ke         | KK                                                    |
| Ghammar Ghammar    | Roshan Rathod                                         |
| Halka Halka        | Shreya Ghoshal, Sonu Nigam, Ram Sampath               |

## Kritiken
„Raees ist grundsolides Unterhaltungskino. Kaum wagemutig, egal wie oft man das bei Shahrukhs Rollenwahl so promotet. Und kaum überraschend, denn hunderte Gangsterfilme vorher beackerten dasselbe Terrain. Aber er ist sauber inszeniert, überzeugend gespielt (an dieser Stelle das verspätete Lob an den stets starken Nawazuddin Siddiqui) und trotz Überlänge in der zweiten Hälfte auch nur selten langweilig erzählt. Was ihn leicht über Durchschnitt hebt, ist eben das Setting. Der Staub Gujarats, die Konflikte Gujarats, die Prohibition Gujarats. Und die 80er-Jahre als Rahmen drumherum.“